# اریک آدامز
اریک لروی آدامز (انگلیسی: Eric  Leroy Adams؛ زادهٔ ۱ سپتامبر ۱۹۶۰) یک سیاست‌مدار آمریکایی و افسر سابق اجرای قانون است. او ۱۱۰امین شهردار نیویورک سیتی است.
او از سال ۱۹۸۴ تا ۲۰۰۶ به مدت ۲۲ سال عضو پلیس نیویورک بود و با درجه سروان بازنشسته شد. از سال ۲۰۰۷ تا ۲۰۱۲ به عنوان سناتور ایالتی نیویورک فعالیت کرد و از سال ۲۰۱۴ ریاست منطقه بروکلین در شهر نیویورک را برعهده گرفت. آدامز در نوامبر ۲۰۲۰ کاندیداتوری خود را برای شهرداری نیویورک اعلام کرد و پس از انتخابات مقدماتی حزب دموکرات، در ژوئیه ۲۰۲۱ تبدیل به کاندیدای رسمی این حزب شد.

## شهرداری نیویورک
آدامز به عنوان دمکرات میانه‌رو رقابت کرد، و کمپین او بر جرم و جنایت و امنیت عمومی متمرکز بود. او علیه جنبش بودجه پلیس را قطع کنید و در دفاع از اصلاحات در پلیس استدلال کرد. بهداشت عمومی و اقتصاد از جمله اولویت‌های بالای دیگر کمپین او ذکر شده‌است. ابتکاراتی که کمپین او مروج آن بود شامل «اعتبار مالیاتی محلی بیشتر برای خانواده‌های کم درآمد، سرمایه‌گذاری در مدارس با عملکرد ضعیف، و بهبود مسکن دولتی» بود.